# Droga Królewska (Gdańsk)

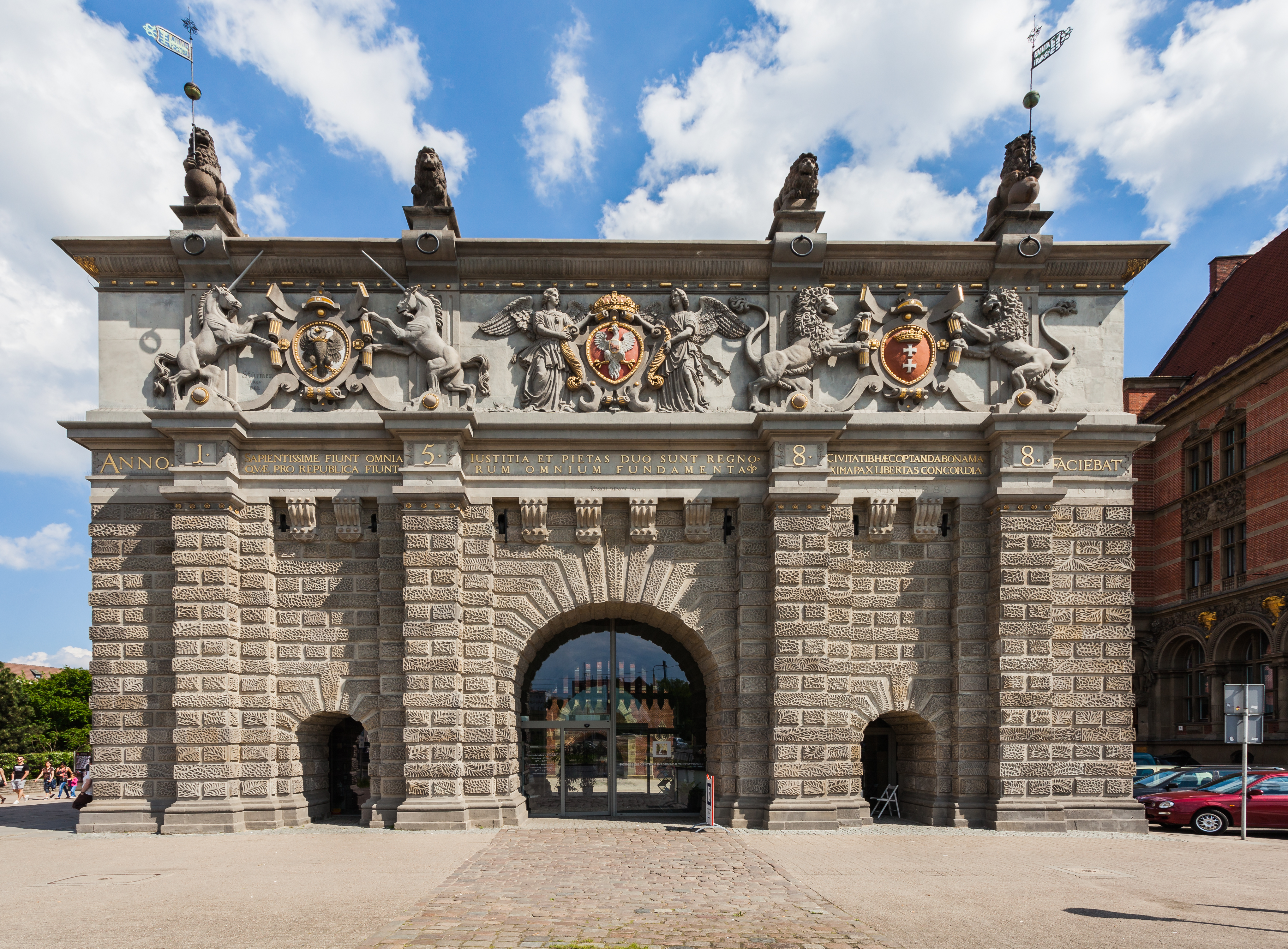
Brama Wyżynna – początek Drogi Królewskiej

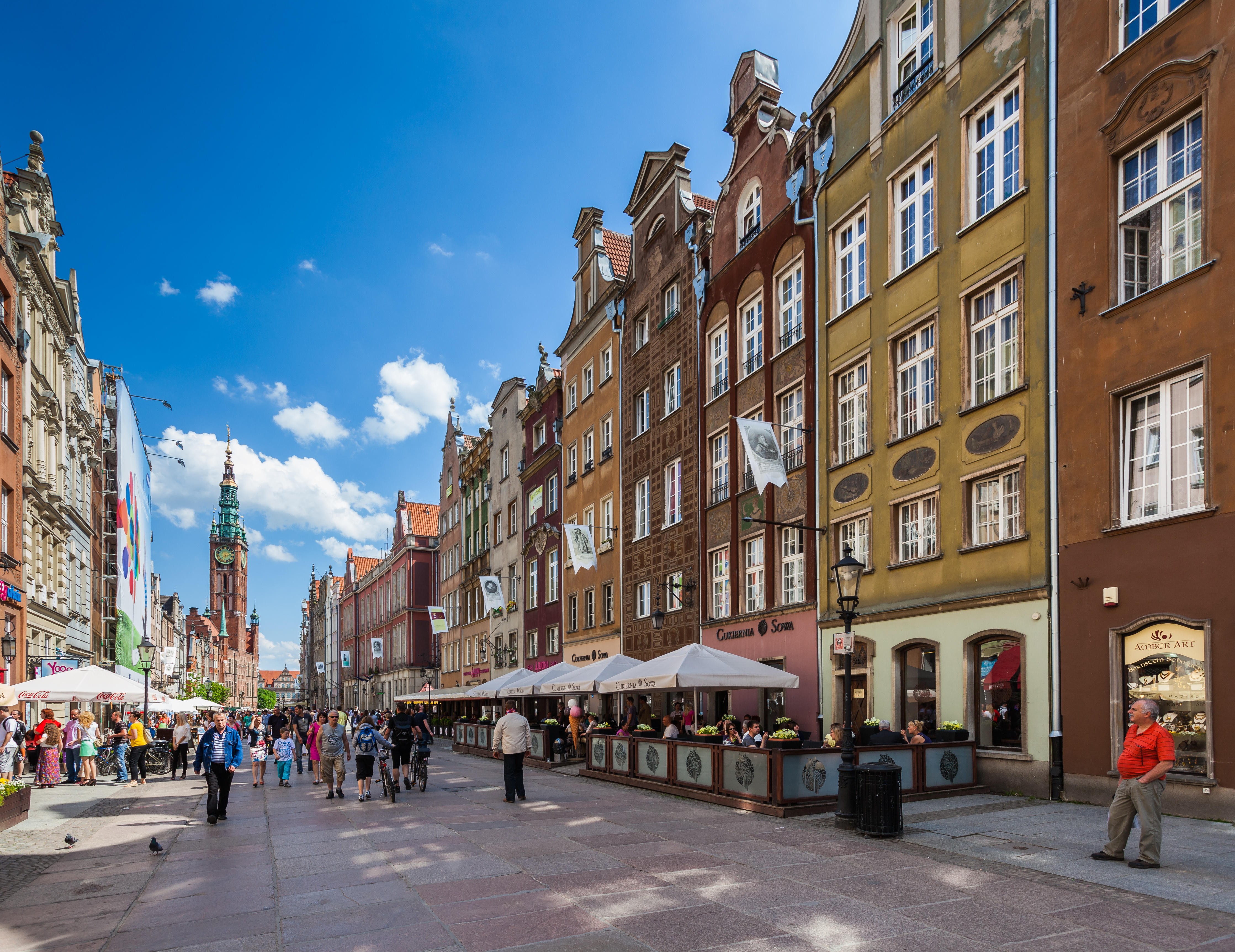
Ulica Długa

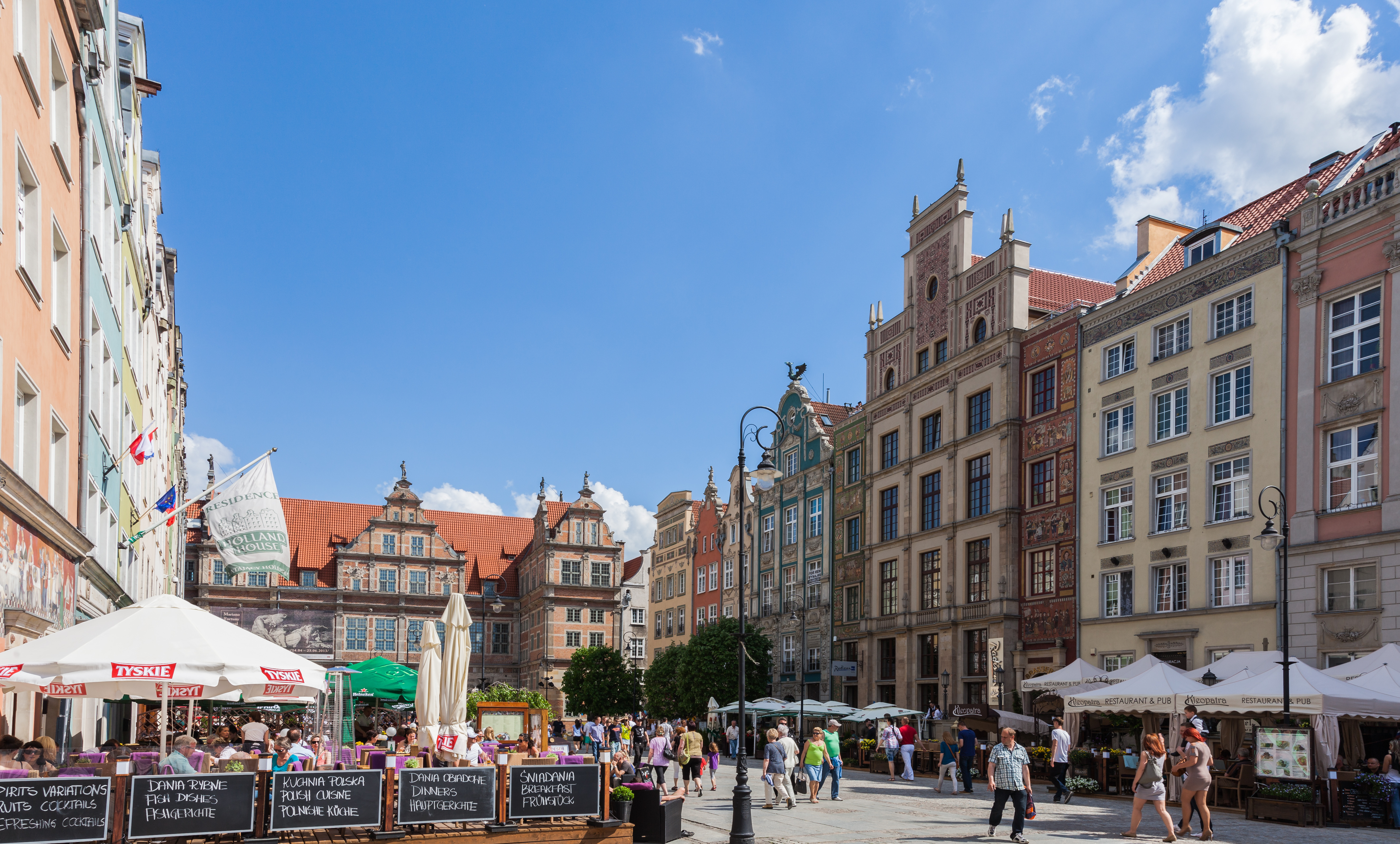
Długi Targ

Droga Królewska – nieoficjalna nazwa, określająca główną trasę turystyczną w Gdańsku od Bramy Wyżynnej i zespołu przedbramia, przez ulicę Długą na Długi Targ. Nazwa ta ma podobno nawiązywać do uroczystych wjazdów monarchów do miasta, zapoczątkowanych w 1457, przez Kazimierza Jagiellończyka.
Wzdłuż Drogi Królewskiej znajdują się najważniejsze zabytki Głównego Miasta:
- Brama Wyżynna – zbudowana przez Willema van den Blocke’a[2] jako element fortyfikacji, wzniesiona w latach 1587-1588.
- Zespół Przedbramia (Katownia i Wieża Więzienna) – w przeszłości więzienie z celą śmierci, od czerwca 2006 r. siedziba Muzeum Bursztynu.
- Dwór Bractwa św. Jerzego – siedziba ekskluzywnego patrycjuszowskiego bractwa gdańskiego.
- Złota Brama – reprezentacyjna brama miejska, arcydzieło sztuki gdańskiego złotego wieku.
- Dom Uphagena – kamienica przy ul. Długiej 12, zbudowana dla rajcy gdańskiego Jana Uphagena, od 1911 pełniąca rolę muzeum, obecnie oddział Muzeum Gdańska.
- Dom Ferberów – renesansowa kamienica przy ul. Długiej 28, niegdyś własność wpływowej rodziny Ferberów.
- Kamienica Czirenbergów – barokowa kamienica przy ul. Długiej 29, słynąca z głów cezarów, zbudowana ok. 1620 dla Hansa Fredera.
- Lwi Zamek – renesansowa kamienica przy ul. Długiej 35, najwyższa kamienica po południowej stronie ul. Długiej. W 1636 r. podczas pobytu w Gdańsku mieszkał tu król Władysław IV Waza.
- Kamienica van der Lindów
- Dom Schumannów – renesansowa kamienica z posągiem Zeusa.
- Ratusz Głównego Miasta – budowla należąca do najwspanialszych w północnej Europie, świadcząca o bogactwie i potędze miasta. Obecnie siedzibę ma tutaj Muzeum Gdańska.
- Długi Targ – przedłużenie ul. Długiej, pełnił rolę placu targowego.
- Stary Dom Ławy – wybudowany w 1549.
- Fontanna Neptuna
- Dwór Artusa – miejsce spotkań zamożniejszego mieszczaństwa, obecnie oddział Muzeum Gdańska.
- Nowy Dom Ławy – zwany też Sienią Gdańską, wybudowany ok. 1500.
- Złota Kamienica – renesansowa kamienica, nazywana także domem Speymannów lub Steffensów. Została wzniesiona dla burmistrza Jana Speymanna.
- Brama Zielona – brama wodna, wzniesiona jako rezydencja polskich królów przybywających do Gdańska. Współcześnie mieści jeden z oddziałów Muzeum Narodowego w Gdańsku.

## Galeria

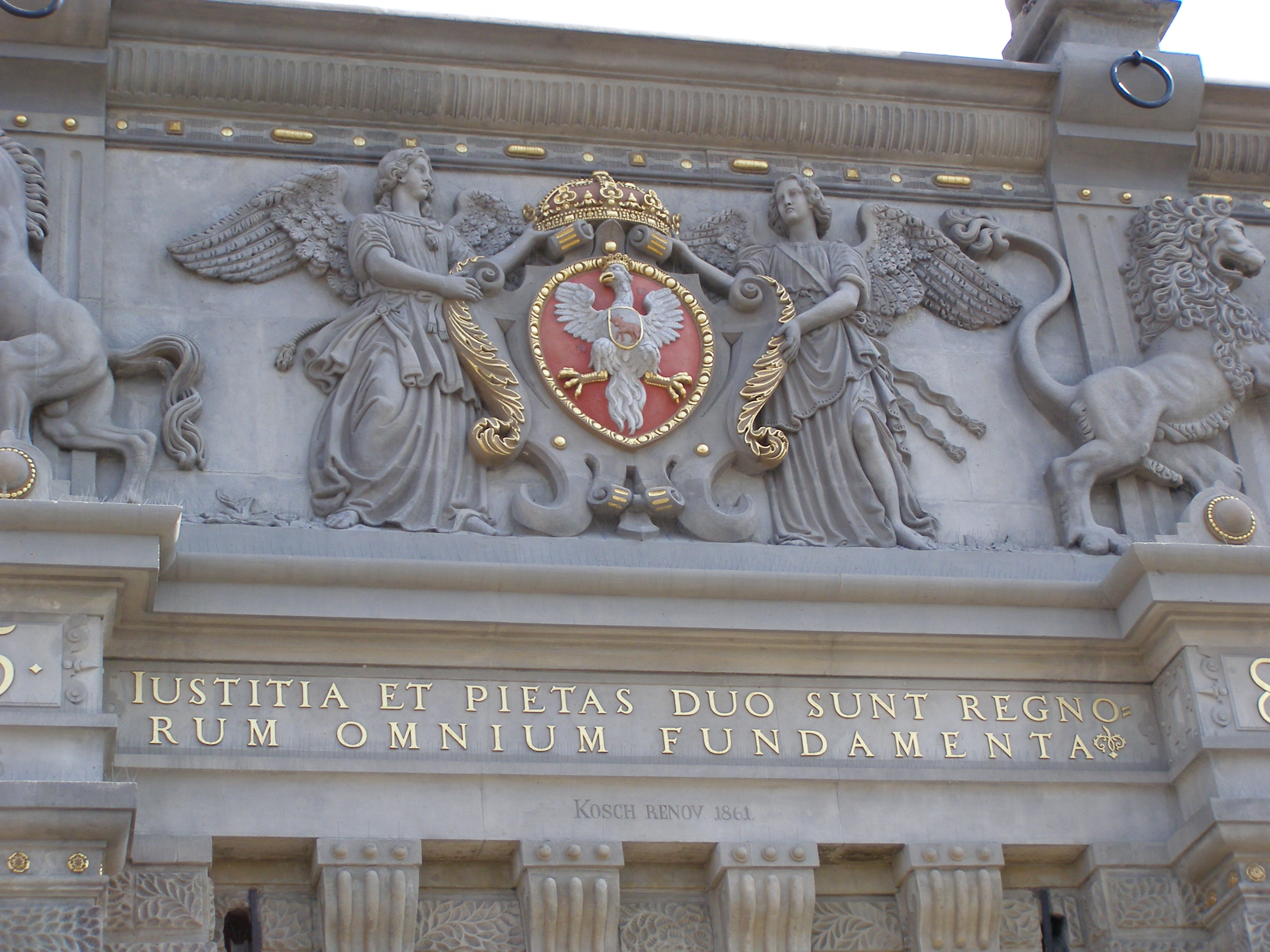
Brama Wyżynna – herb Polski z okresu panowania Stanisława Augusta Poniatowskiego
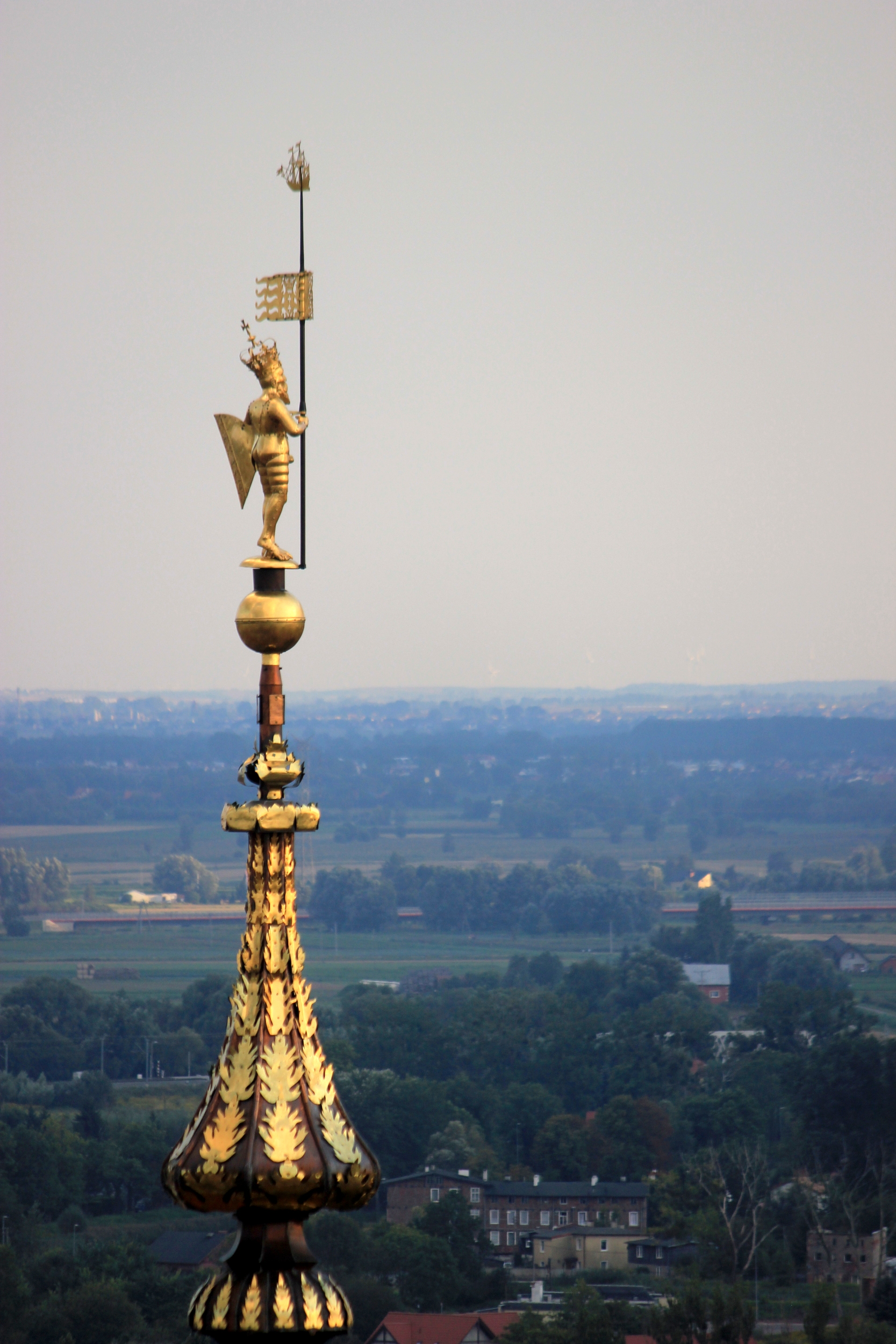
Ratusz Głównego Miasta – figura króla Zygmunta II Augusta na szczycie wieży
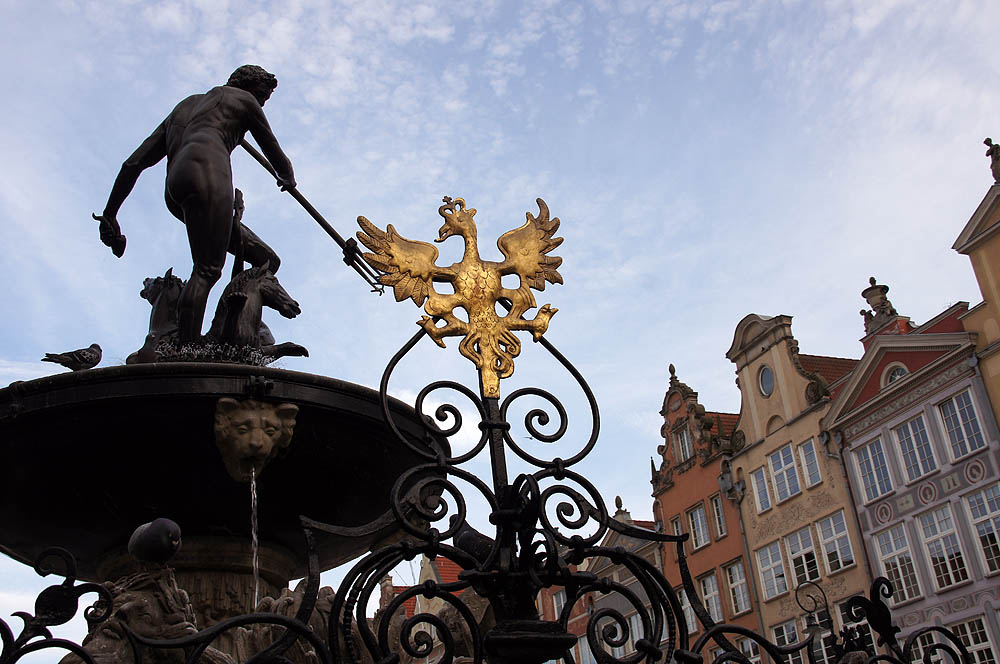
Fontanna Neptuna – pozłacany orzeł polski na ogrodzeniu
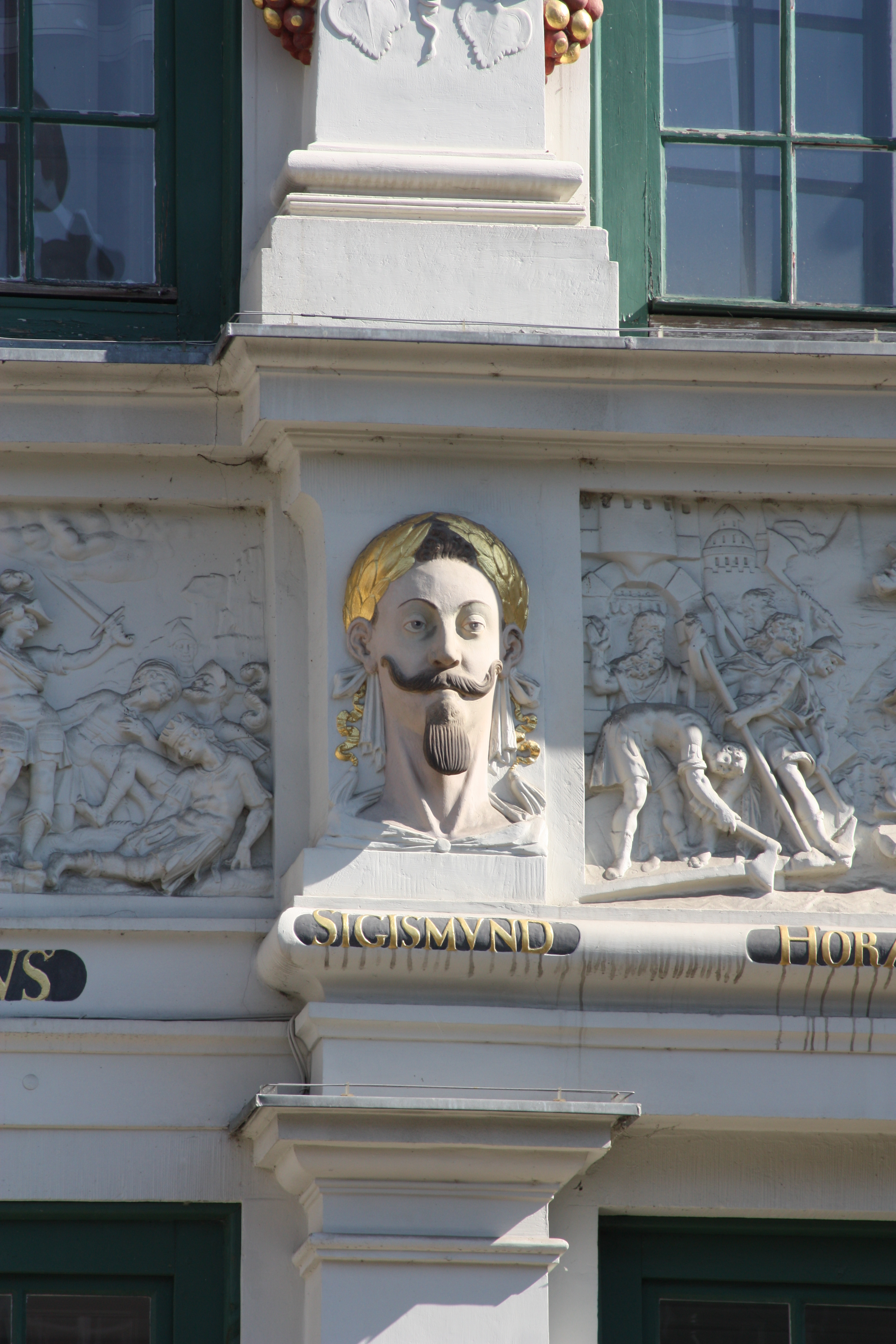
Złota Kamienica – płaskorzeźba przedstawiająca króla Zygmunta III Wazę
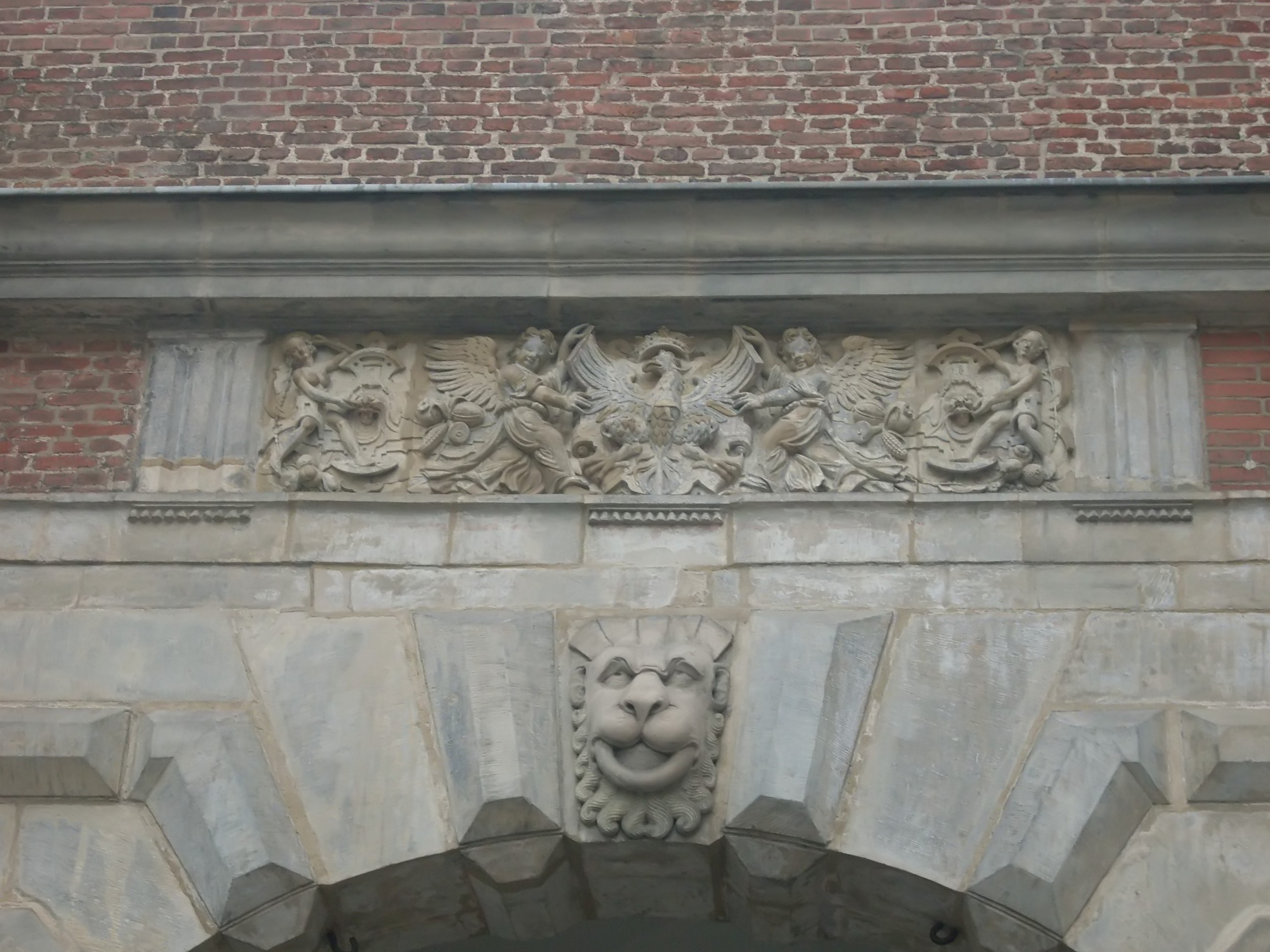
Brama Zielona – herb Polski